# Schizopera soyeri
Schizopera soyeri is een eenoogkreeftjessoort uit de familie van de Miraciidae. De wetenschappelijke naam van de soort is voor het eerst geldig gepubliceerd in 1983 door Kunz.